# Hauptkirche Sankt Jacobi

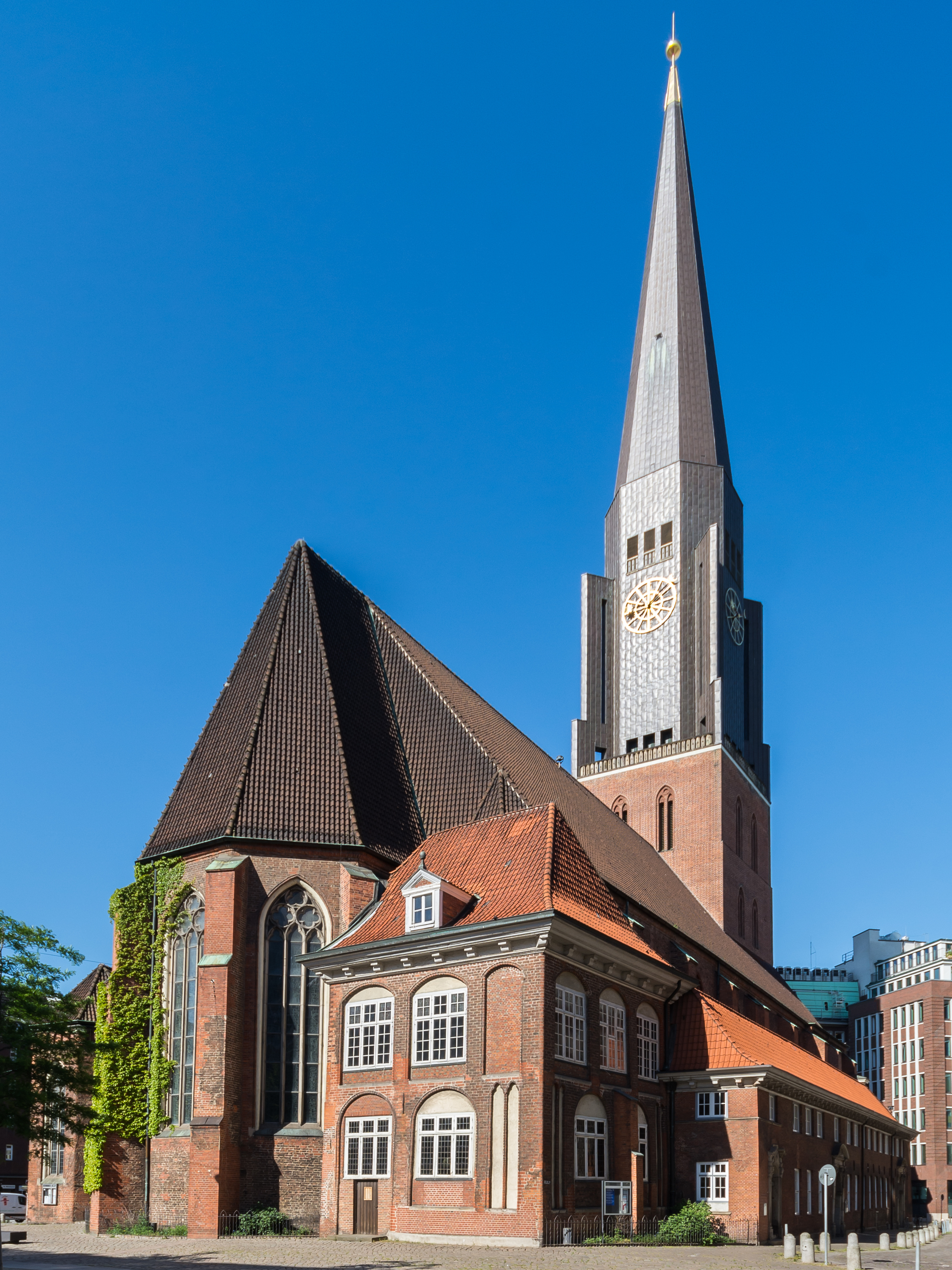
St. Jacobi

Die Sankt-Jacobi-Kirche ist eine der fünf evangelisch-lutherischen Hauptkirchen Hamburgs. Trotz vieler Veränderungen im Laufe der Geschichte und massiver Zerstörungen im Zweiten Weltkrieg ist die Kirche einer der wenigen erhaltenen mittelalterlichen Bauten in der Stadtmitte. Sie ist ein geschütztes Kulturgut nach der Haager Konvention.

## Lage
Die Hauptkirche St. Jacobi liegt im Hamburger Zentrum an der Steinstraße. Diese war eine der Hauptstraßen des frühen Hamburg; heute ist sie überwiegend von den Kontorhäusern des 20. Jahrhunderts geprägt.

## Geschichte

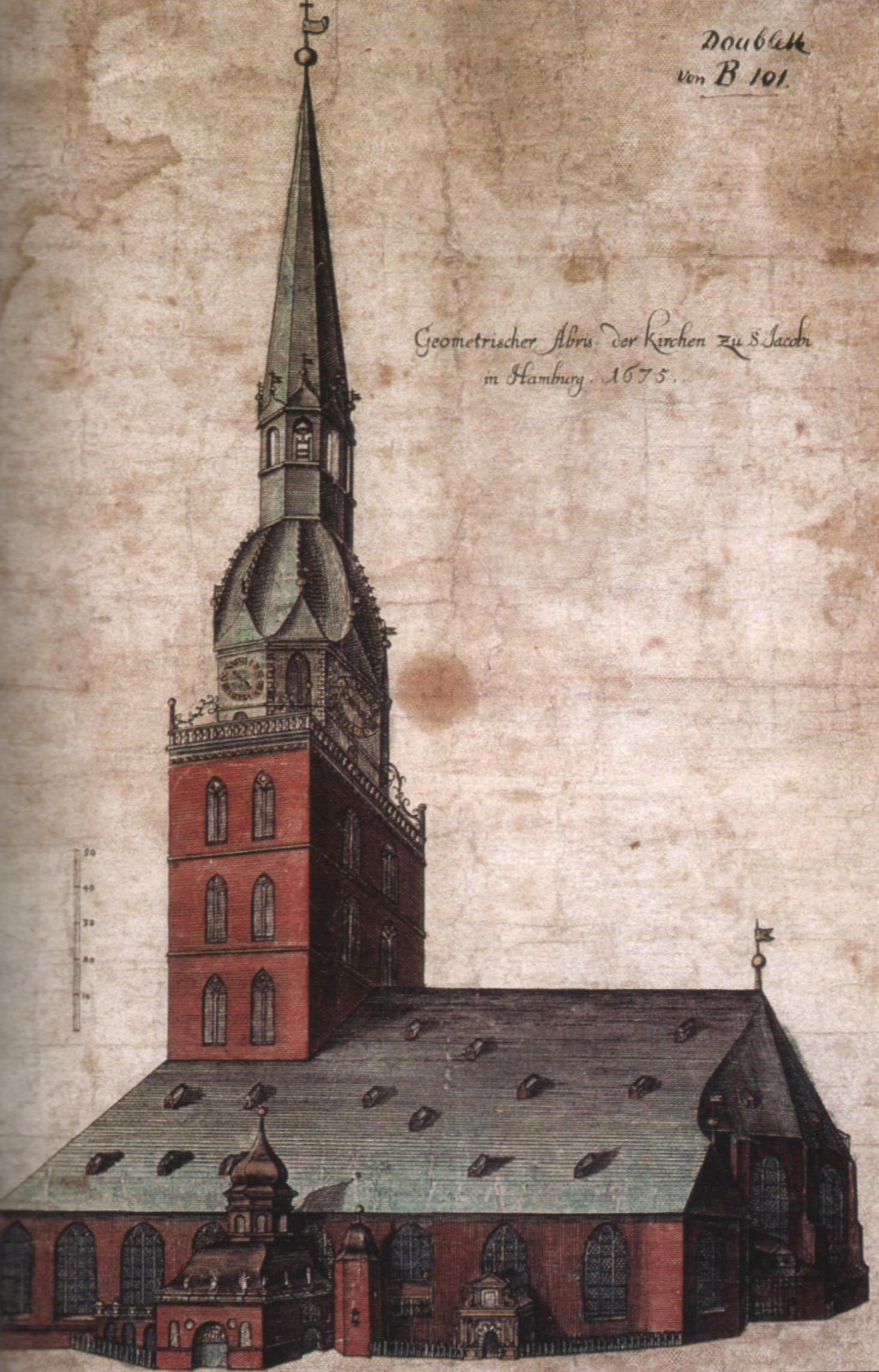
Darstellung von 1675

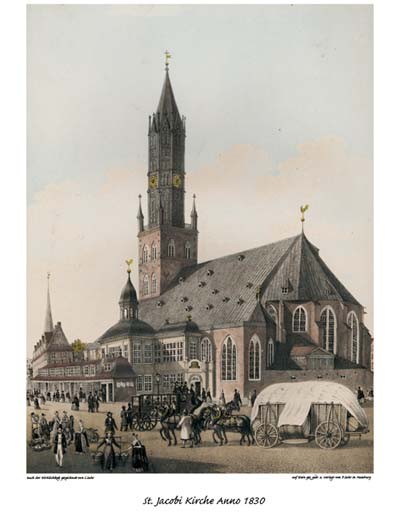
Ansicht von 1830. Vorne links die Lübschen Buden

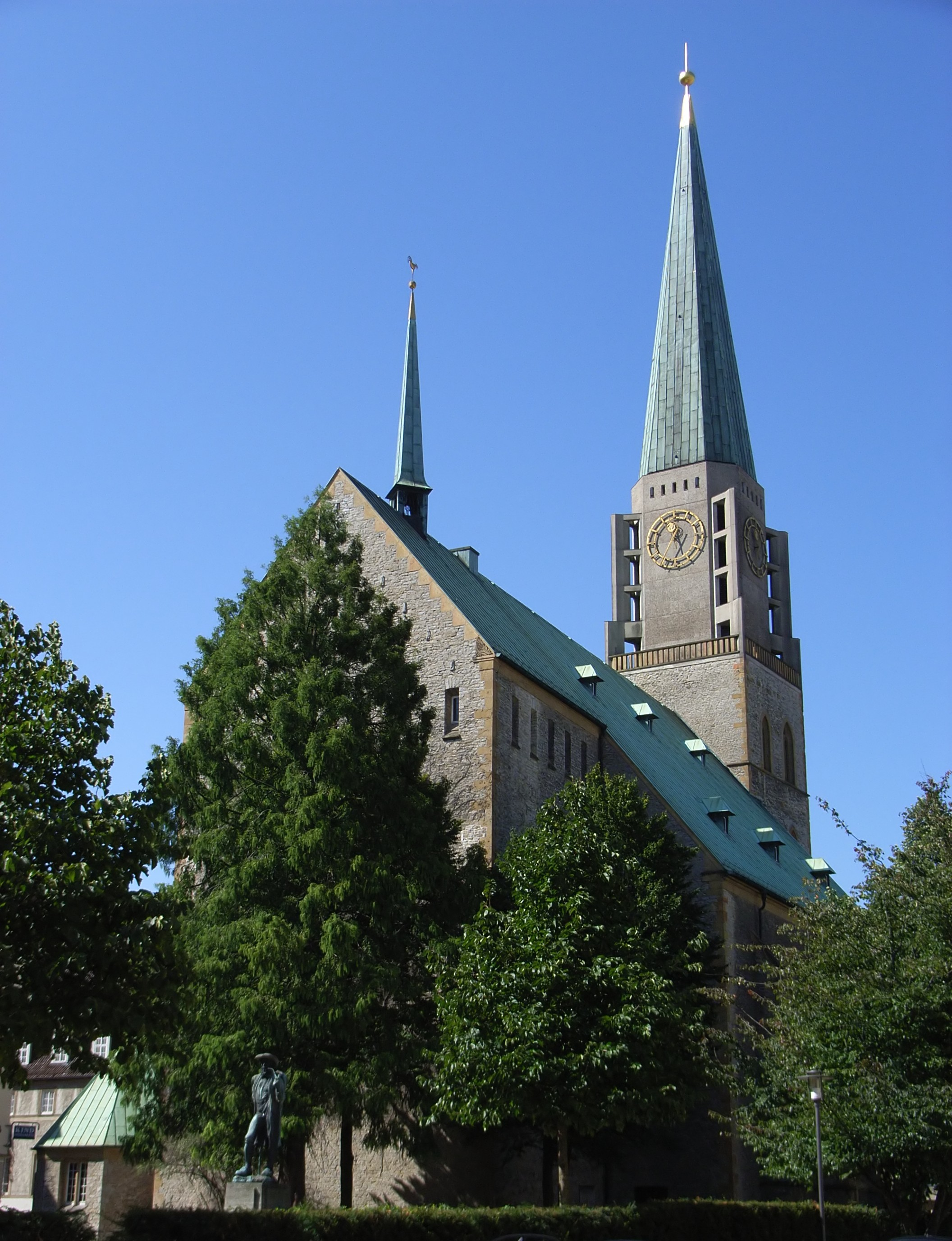
Die Altstädter Nicolaikirche in Bielefeld

St. Jacobi ging aus einer Kapelle an einem Jakobsweg hervor. Deshalb wurde die Kirche dem Apostel Jakobus geweiht. Bei der ersten Erwähnung 1255 lag St. Jacobi noch außerhalb der gesicherten Stadt östlich des Heidenwalls. Erst nach der Erweiterung der Stadtmauer 1260 wurde sie in die Hamburger Stadtbefestigung einbezogen.
Der Hauptteil der Kirche geht auf einen Neubau im 14. Jahrhundert zurück: Zwischen 1350 und etwa 1400 baute man eine dreischiffige Hallenkirche im gotischen Stil, ähnlich der benachbarten Kirche St. Petri. 1438 entstand im Nordosten ein Sakristeianbau, heute Hamburgs einziges Zeugnis gotischer Profanarchitektur. Zum Ende des 15. Jahrhunderts wurde St. Jacobi um ein viertes Kirchenschiff an der Südseite erweitert. Im Mittelalter bestand der Turm der Kirche aus fünf Stockwerken, besaß allerdings keinen Turmhelm, sondern schloss mit zwei parallelen Satteldächern ab. Erst mit Beginn der frühen Neuzeit wurde in den Jahren zwischen 1587 und 1589 ein Turmhelm geschaffen, der in seiner spätgotischen Gestaltung der nahen St.-Gertruden-Kapelle entlehnt war.
Eine weitere Veränderung des Baus erfolgte Mitte des 18. Jahrhunderts: Statische Probleme am westlichen Ende der Kirche verlangten, die Fundamente zu sichern und das Mauerwerk zu verstärken; hierdurch wurde die Westfront auch in ihrem Aussehen verändert. Die Pläne hierfür lieferte der Architekt Johannes Nicolaus Kuhn († 13. November 1744).
1769 wurde St. Jacobi auf Anregung von Johann Albert Heinrich Reimarus mit dem ersten Blitzableiter in Deutschland versehen, der durch Mathias Andreas Mettlerkamp ausgeführt wurde.
Anfang des 19. Jahrhunderts diente St. Jacobi wie viele Kirchen napoleonischen Truppen als Pferdestall. Während der Franzosenzeit wurde der spätgotische Turmhelm 1810 abgetragen und durch ein niedriges Notdach in Pyramidenform ersetzt. 1827 bis 1828 wurde auf den wegen Baufälligkeit um ein Stockwerk verringerten Turmstumpf ein neugotischer Turmhelm gesetzt, welcher bis zur Zerstörung von St. Jacobi 1944 bestand. Umfassende Veränderungen der Kirche erfolgten zwischen 1859 und 1869. So wurde das Kupferdach durch eine Schieferbedeckung ersetzt und eine neugotische Eingangshalle an der Südseite des Kirchenbaus nach Entwurf von Isaiah Wood, dem Mitarbeiter George Gilbert Scotts errichtet. Dieser war in den Jahren zuvor Bauleiter beim Neubau der Nikolaikirche gewesen. Ende des 19. Jahrhunderts wurde der Innenraum erneuert.
Im Zweiten Weltkrieg wurde die Kirche im Juli 1944 bei einem Luftangriff zerstört. Sie brannte aus, und der Turm stürzte durch die Gewölbe in den Innenraum. Die historische Innenausstattung hatte vorher evakuiert werden können. Nach dem Krieg wurde St. Jacobi nach mittelalterlichem Vorbild bis 1963 wiederhergestellt; nur den Turm mit einer Höhe von 125 m gestalteten die Hamburger Architekten Hopp & Jäger modern, wie sie es ein Jahr zuvor beim Wiederaufbau der Altstädter Nicolaikirche in Bielefeld schon mit deren Turm getan hatten. Die vierseitige Turmuhr gestaltete hierbei der Grafiker und Künstler Alfred Mahlau im Jahr 1960.
Von 1927 bis 1963 gab es ein Kirchenmuseum bei und in der Kirche. Die historische Aufarbeitung dieses Bestandes steht in Teilen noch aus.

## Ausstattung
Von den insgesamt zwanzig mittelalterlichen Altären der St.-Jacobi-Kirche haben sich zwei erhalten: Der St.-Trinitatis-Altar im Hauptchor (um 1518; Eiche; 210 × 141 cm [Mitteltafel]) wurde 1518 von der Böttcherzunft geschenkt, der St.-Petri-Altar im ersten Südschiff 1508 von den Fischern. Zwei weitere gotische Flügelaltäre in der St.-Jacobi-Kirche sind der aus dem Hamburger Mariendom stammende St.-Lukas-Altar von Hinrik Bornemann, Absolon Stumme und Wilm Dedeke (1499; Eiche; 180 × 148 cm [Schrein]) im 2. Südschiff sowie ein möglicherweise aus dem Zisterzienserkloster Reinfeld stammender Gemäldealtar, der zuletzt in der Eilbeker Osterkirche gestanden hatte und nach deren Übernahme seitens der bulgarisch-orthodoxen Kirche 2019 nach St. Jacobi verbracht wurde.
Die barocke Kanzel von 1610 ist ein Werk von Georg Baumann. Der aus Alabaster, Marmor und Sandstein gearbeitete Kanzelkorb zeigt Szenen der Heilsgeschichte: Verkündigung, Geburt Christi, Kreuzigung, Auferstehung und Himmelfahrt. In den Brüstungsfeldern des Treppenaufgangs sind die vier Evangelisten dargestellt. Der Schalldeckel stellt die Zehn Gebote dar.
Die Glasmalerei an den Chorfenstern führte 1957–1961 Charles Crodel aus, der auch die Farbglasfenster der Matthäuskirche in Winterhude und von St. Marien in Fuhlsbüttel schuf. Die von ihm dargestellten Themen veranschaulichen den Ablauf des Kirchenjahres von der Geburt Jesu, der Passion, Himmelfahrt und dem Pfingstwunder. Das Gemälde Der reiche Mann und der Tod wurde 1622 von David Kindt gemalt, der auch 1648 den Hauptpastor der St. Jacobi Severin Schlüter malte. An der Wand des Nordschiffs befindet sich eine Stadtansicht Hamburgs von Joachim Luhn aus dem Jahr 1681.

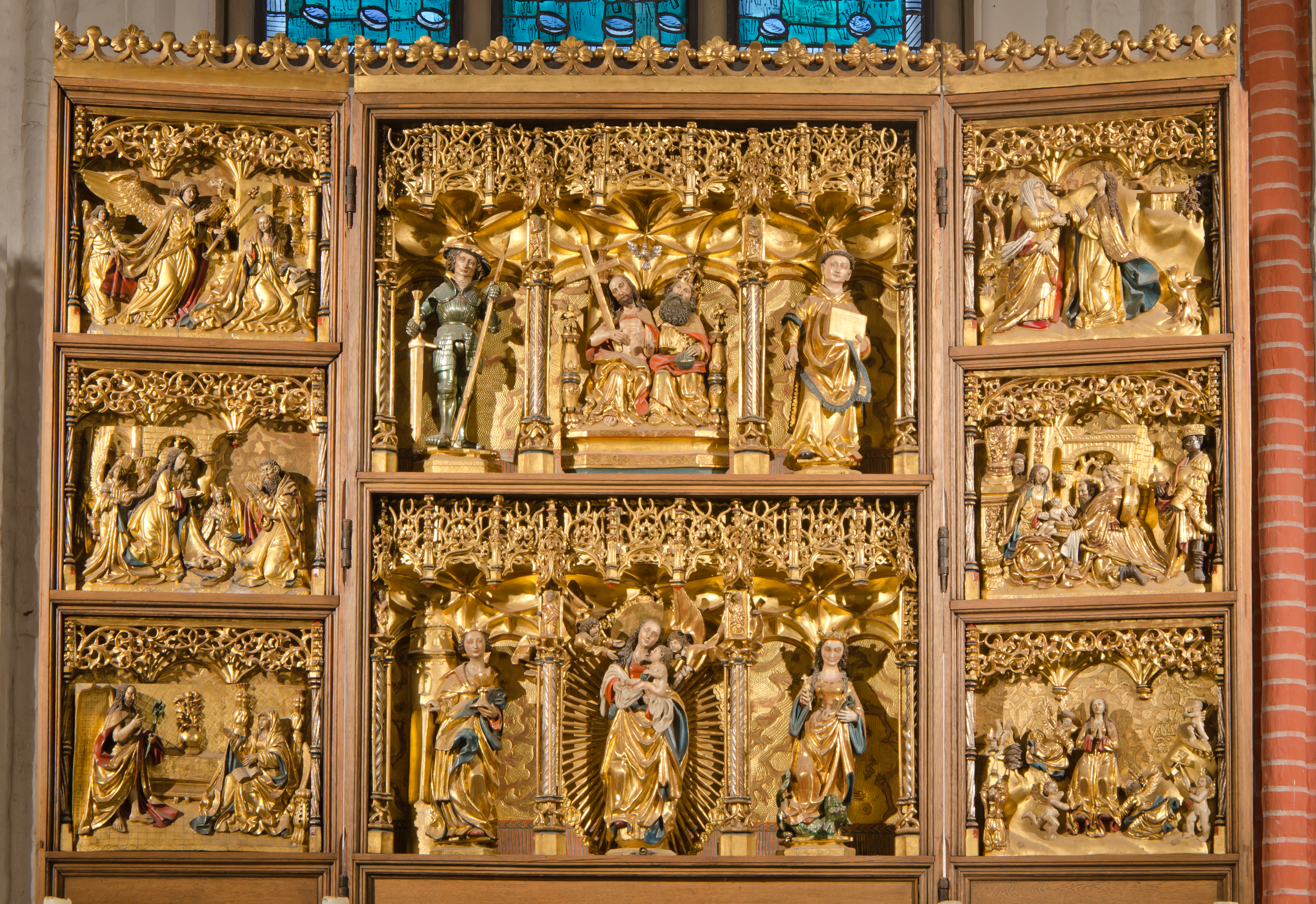
St.-Trinitatis-Altar
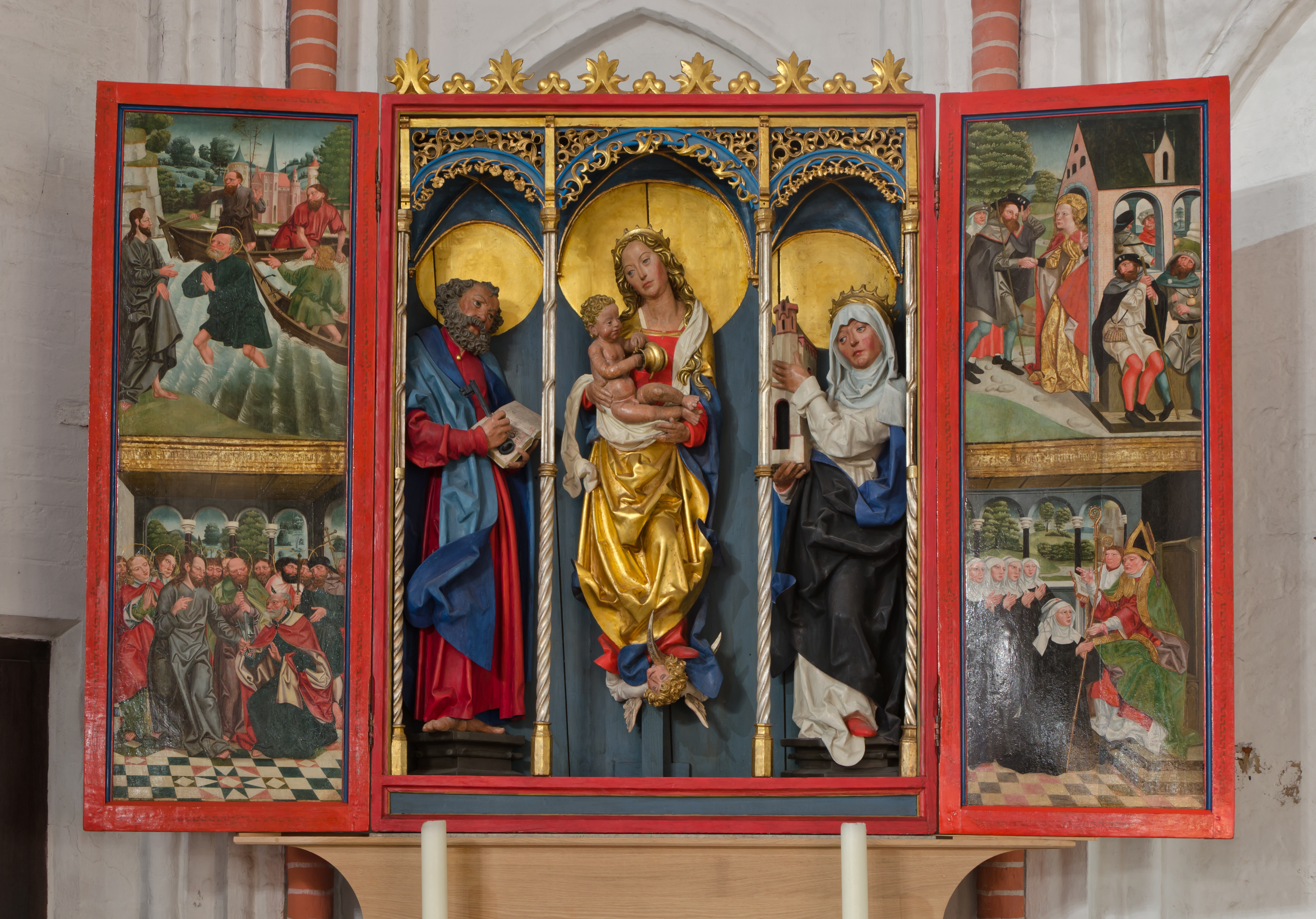
St.-Petri-Altar
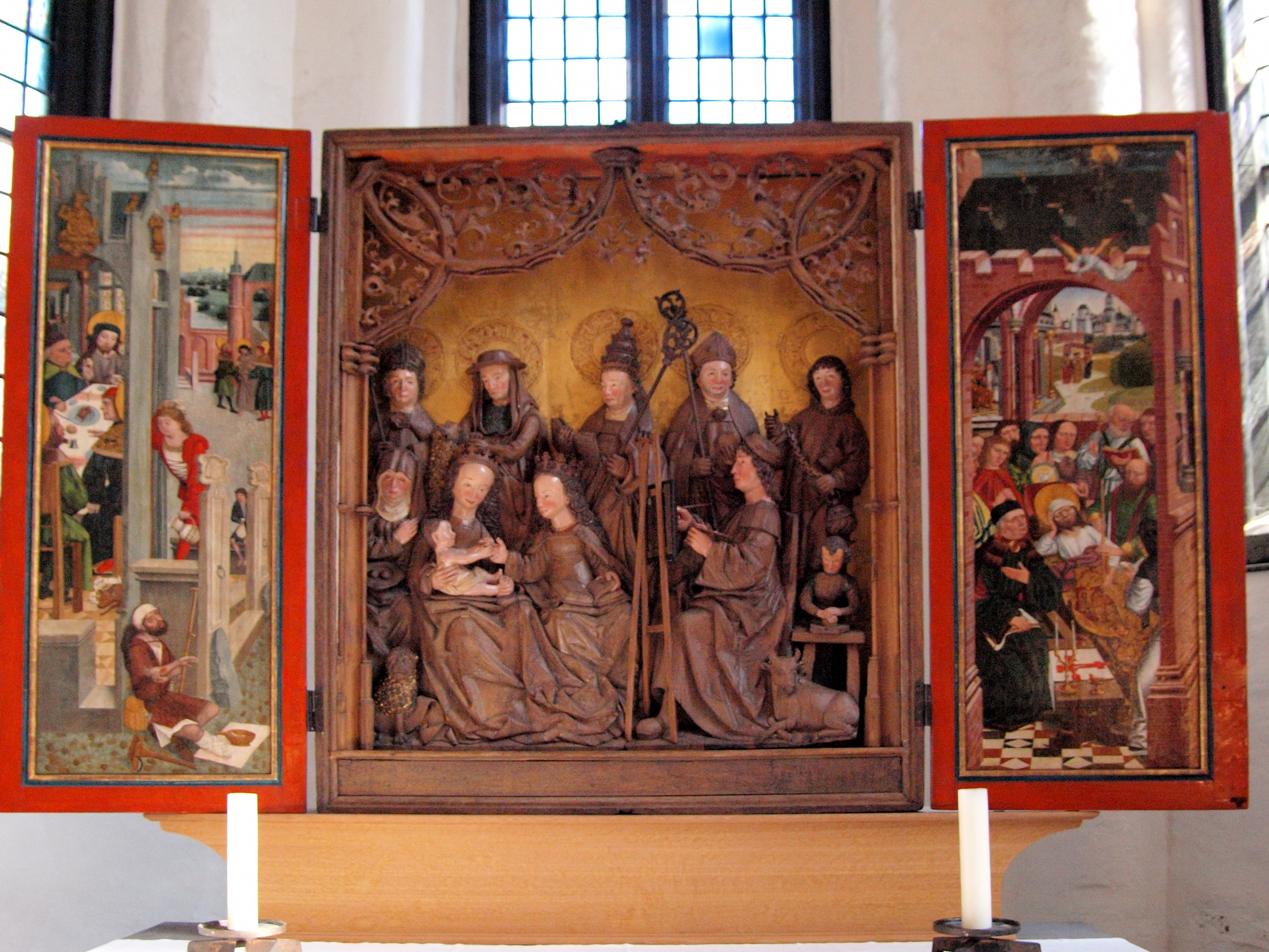
St.-Lukas-Altar
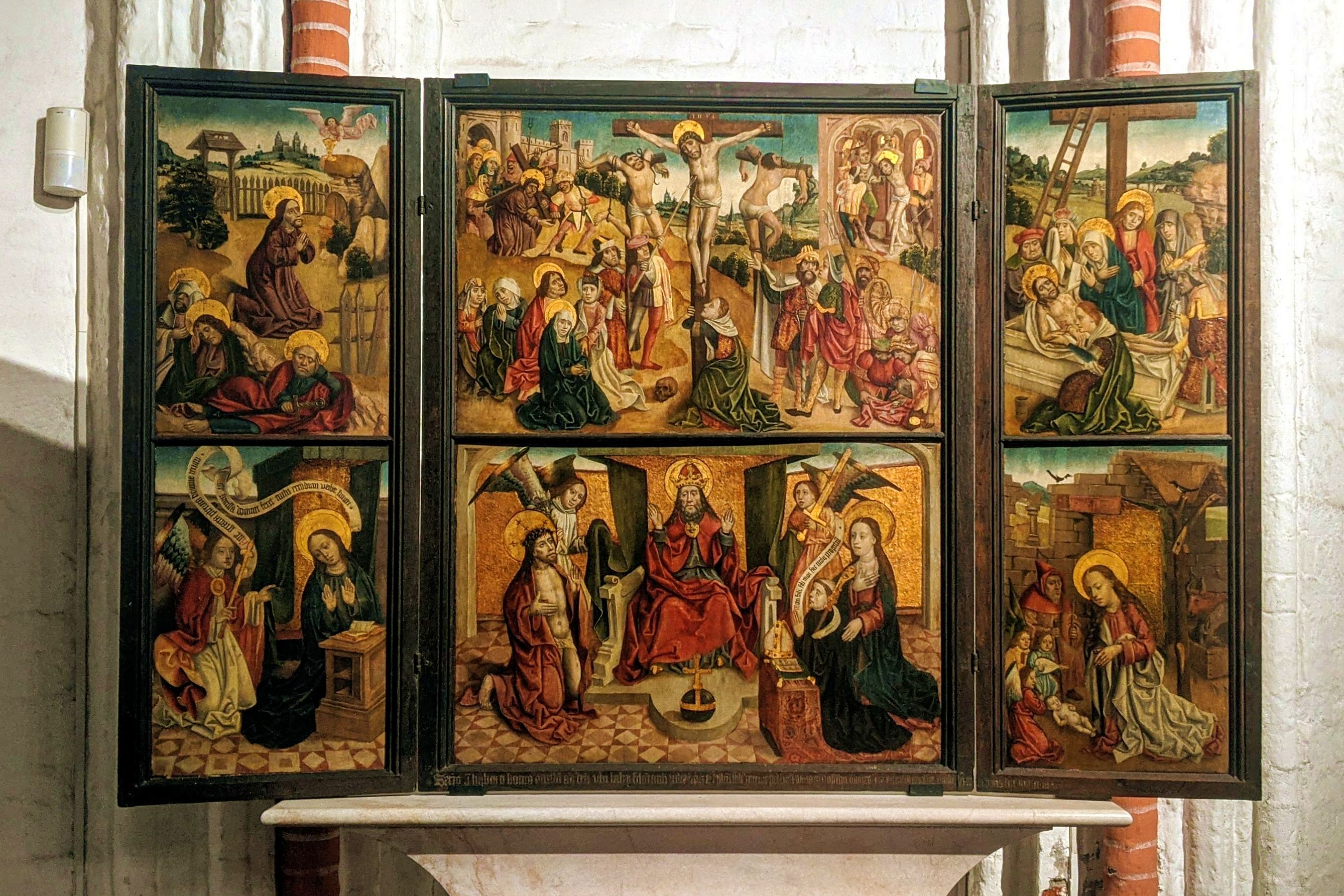
Altar aus der Eilbeker Osterkirche
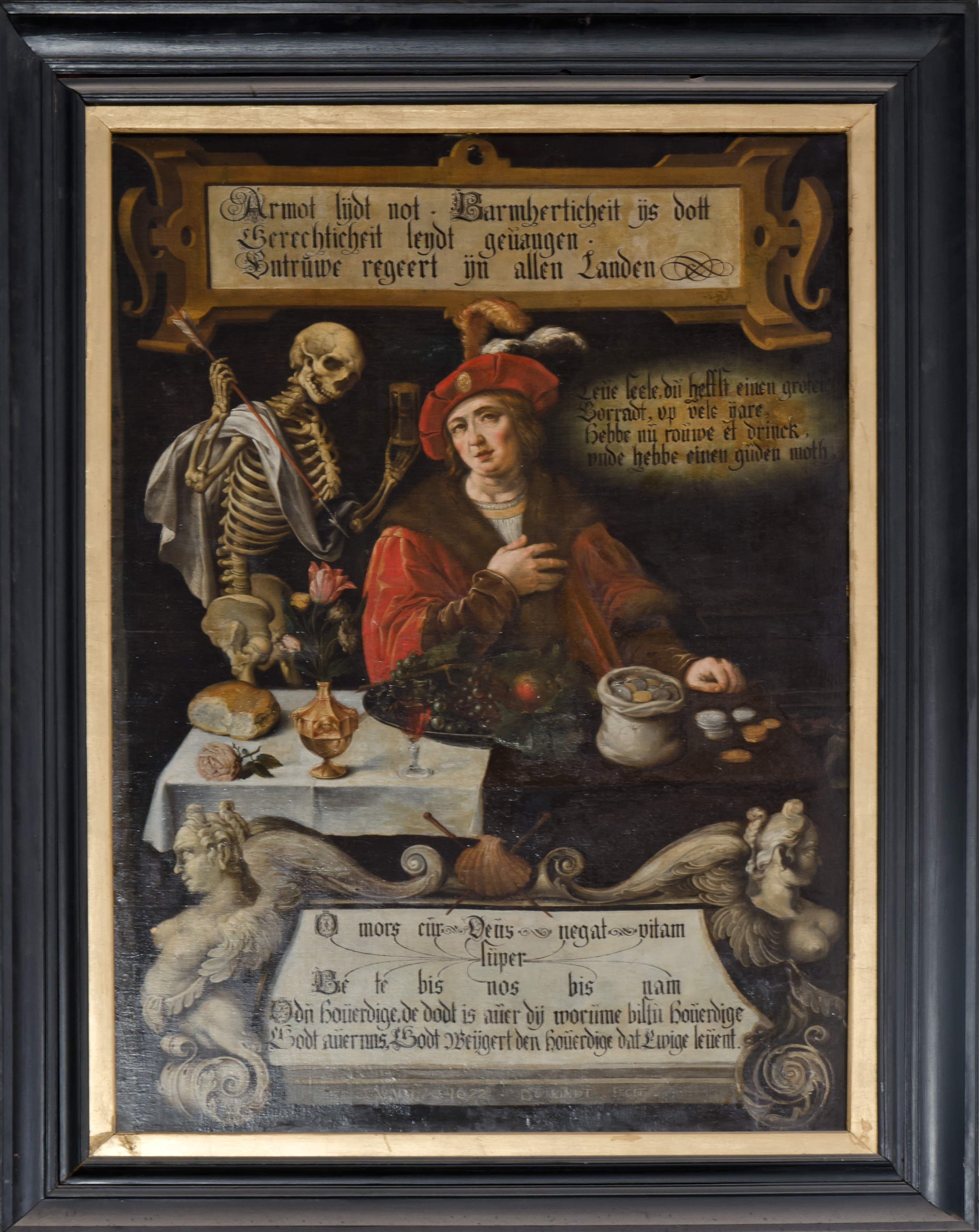
Der reiche Mann und der Tod von David Kindt, 1622
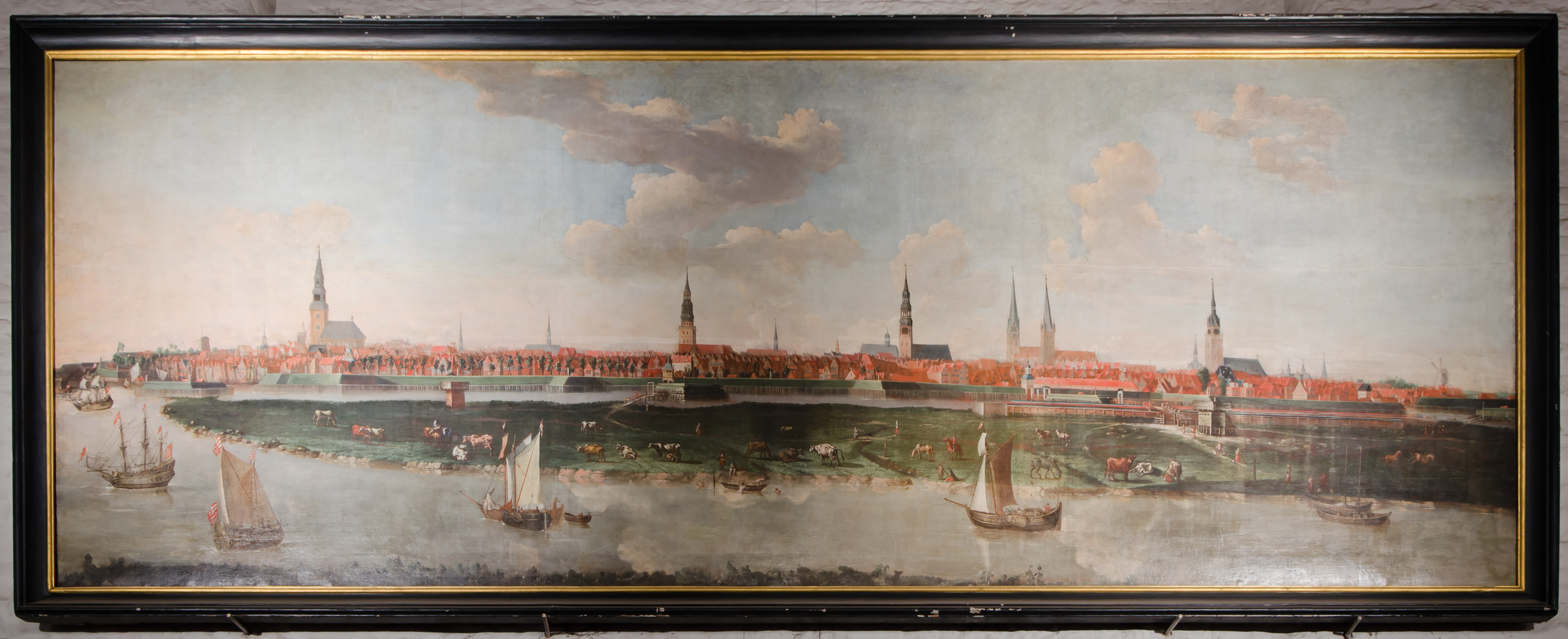
Stadtansicht Hamburgs von Joachim Luhn, 1681

Über der Sakristei befindet sich der Herrensaal, der ursprünglich als Bibliothek diente. Seit 1543 war er Versammlungssaal der Kirchspielherren und erhielt 1710 eine neue Ausstattung. Die Deckengemälde mit Bürgertugenden weisen auf die Bedeutung der Kirchspielverwaltung für das Stadtregiment hin und stammen wie die Landschaftsgemälde an den Wänden von Johann Moritz Riesenberger d. J. (1673/7–7. Mai 1740). Wappentafeln an der Wand nennen Pastoren, Kirchspielherren und Geschworene seit dem 16. Jahrhundert.

## Orgeln
In St. Jacobi gibt es zwei große Orgeln: 

### Arp-Schnitger-Orgel

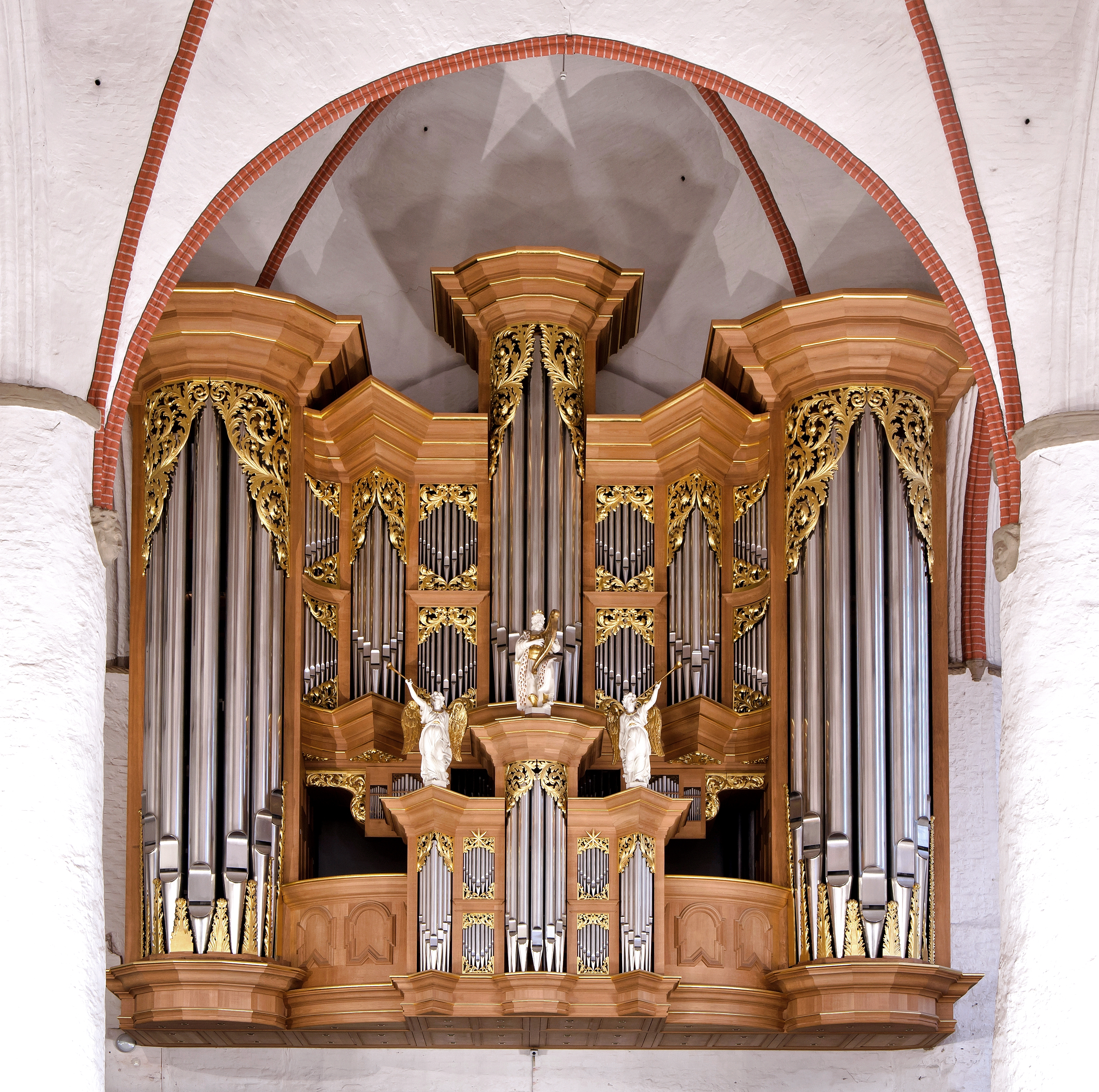
Arp-Schnitger-Orgel

Die berühmte Arp-Schnitger-Orgel von 1693 auf der Westempore ist mit ihren 60 Registern und ca. 4.000 Pfeifen die größte erhaltene Barockorgel im nordeuropäischen Raum. Von 1989 bis 1993 wurde sie grundlegend restauriert.
Auf die Stelle für den Ersten Organisten der St.-Jacobi-Kirche soll sich Anfang des 18. Jahrhunderts auch Johann Sebastian Bach beworben haben, der aber aus finanziellen Gründen von der Kirchenleitung abgelehnt wurde. Bach ging daraufhin nach Leipzig.

### Kemper-Orgel

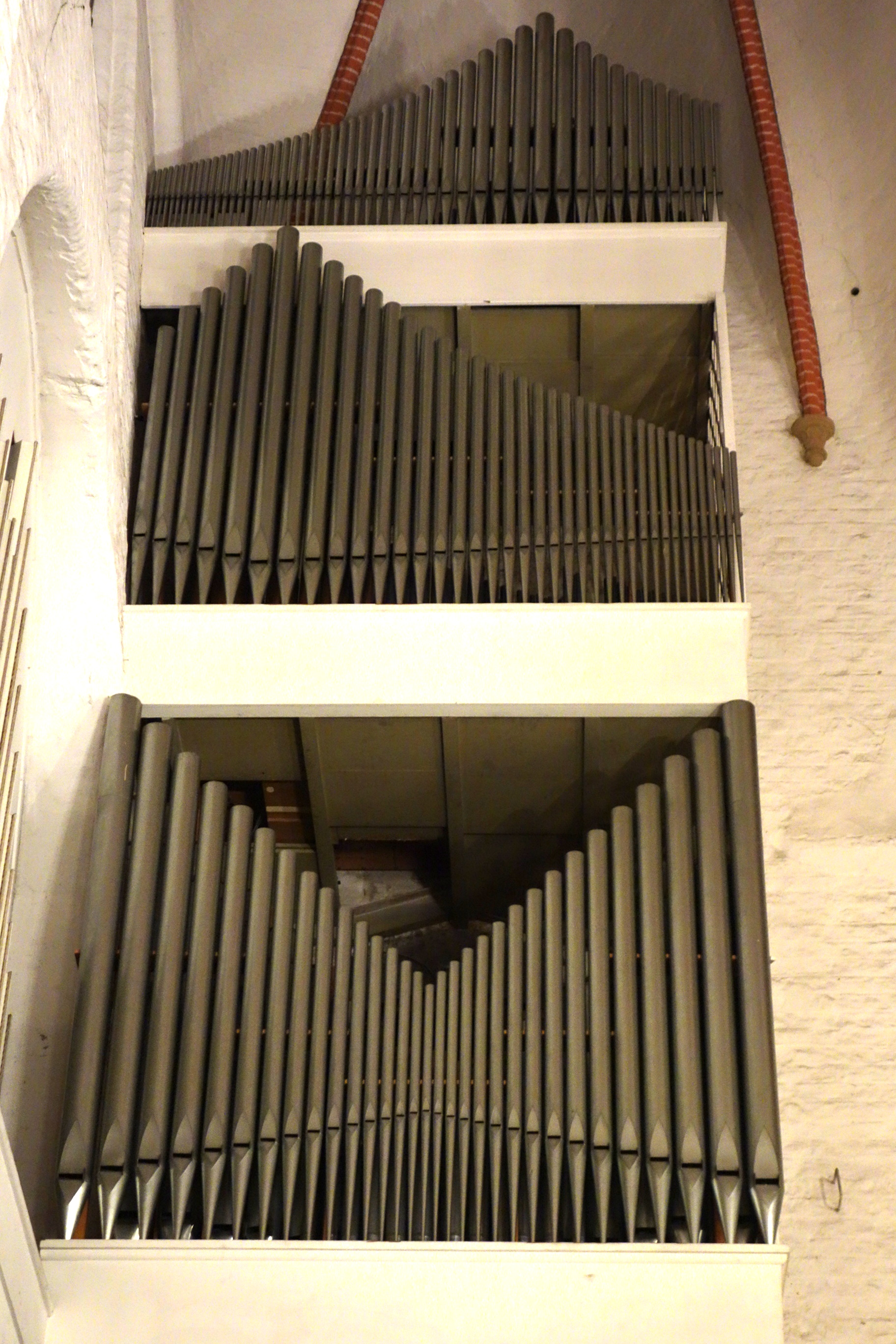
Kemper-Orgel

In der Kirche gibt es im Seitenschiff eine zweite große Orgel, erbaut in den Jahren 1960 und 1968 von dem Orgelbauer Emanuel Kemper (Lübeck). Das Instrument wurde als Universalinstrument der Orgelbewegung errichtet. 1960 wurde zunächst am Ende des südlichen Seitenschiffs ein dreimanualiges Instrument mit 45 Registern errichtet. 1968 wurde es zum Schiff Richtung Steinstraße hin erweitert. 2007 bis 2008 wurde die Anlage durch Orgelbau Rainer Wolter umgebaut und restauriert. Seitdem hat die Orgel 66 Register auf drei Manualwerken und Pedal; das zusätzliche Manualwerk (Seitenwerk) ist schwellbar und an alle Werke frei koppelbar. Eine Besonderheit ist das Register „Hölzern Gelächter“, ein Xylophon aus einer Kino-Orgel.
| I Hauptwerk C–a3 |                |         |
| 01.              | Pommer (T)     | 32’     |
| 02.              | Pommer         | 16’     |
| 03.              | Prinzipal      | 08’     |
| 04.              | Holzprinzipal  | 08’     |
| 05.              | Gambe          | 08’     |
| 06.              | Unda maris     | 08’     |
| 07.              | Große Oktave   | 04’     |
| 08.              | Oktave         | 04’     |
| 09.              | Quinte         | 02 ⁄3’  |
| 10.              | Oktave         | 02’     |
| 11.              | Terz           | 01 3⁄5’ |
| 12.              | Mixtur VI-VIII | 02’     |
| 13.              | Scharff IV     | 02⁄3’   |
| 14.              | Trompete       | 16’     |
| 15.              | Trompete       | 08’     |
| 16.              | Prinzipal (St) | 08’     |
| 17.              | Oktave (St)    | 04’     |
|                  | Tremulant      |         |

| II Oberwerk C–a3 |           |       |
| 18.              | Fugara    | 8’    |
| 19.              | Gedackt   | 8’    |
| 20.              | Dolce     | 8’    |
| 21.              | Prinzipal | 4’    |
| 22.              | Flöte     | 4’    |
| 23.              | Oktave    | 2’    |
| 24.              | Quinte    | 1 ⁄3’ |
| 25.              | Siffflöte | 1’    |
| 26.              | Acuta V   | 1’    |
| 27.              | Schalmei  | 8’    |
|                  | Tremulant |       |

| III Schwellwerk C–a3 |                   |        |
| 28.                  | Gedackt           | 16’    |
| 29.                  | Salicional        | 08’    |
| 30.                  | Gedackt           | 08’    |
| 31.                  | Voix céleste      | 08’    |
| 32.                  | Prinzipal         | 04’    |
| 33.                  | Flauto dolce      | 04’    |
| 34.                  | Nasat             | 02 ⁄3’ |
| 35.                  | Blockflöte        | 02’    |
| 36.                  | Piccolo           | 01⁄2’  |
| 37.                  | Sesquialtera II   |        |
| 38.                  | Streichmixtur V   | 02’    |
| 39.                  | Oboe              | 08’    |
| 40.                  | Vox humana        | 08’    |
|                      | Hölzern Gelächter |        |
|                      | Tremulant         |        |

| Seitenwerk (schwellbar) C–a3 |                       |    |
| 41.                          | Holzflöte             | 8’ |
| 42.                          | Traversa              | 4’ |
| 43.                          | Jahnn-Flöte           | 2’ |
| 44.                          | Kornett II-V          |    |
| 45.                          | Französische Trompete | 8’ |
| 46.                          | Clairon               | 4’ |

| Pedalwerk C–f1 |                    |         |
| 47.            | Pommer             | 16’     |
| 48.            | Subbass            | 16’     |
| 49.            | Gedacktbass (T)    | 16’     |
| 50.            | Quinte             | 10 2⁄3’ |
| 51.            | Gedackt (T)        | 08’     |
| 52.            | Oktave             | 08’     |
| 53.            | Oktave             | 04’     |
| 54.            | Flauto dolce (T)   | 04’     |
| 55.            | Nachthorn          | 02’     |
| 56.            | Mixtur VI          | 02 ⁄3’  |
| 57.            | Posaune            | 16’     |
| 58.            | Trompete           | 08’     |
|                | Schwellpedal       |         |
| 59.            | Gedacktbass (SW)   | 16’     |
| 60.            | Bassflöte (SW)     | 08’     |
| 61.            | Oktavbass (SW)     | 08’     |
| 62.            | Nachthorn (SW)     | 04’     |
| 63.            | Glockenton II (SW) | 02’     |
| 64.            | Prinzipalbass (St) | 08’     |
| 65.            | Prinzipal (St) (T) | 08’     |
| 66.            | Oktave (St) (T)    | 04’     |

- Koppeln HW/P, OW/P, SW/P, SW/HW, OW/HW, SW/OW; Seitenwerk als fliegendes Manual an alle Manuale koppelbar, Suboktavkoppel Seitenwerk an alle Manuale
- Spielhilfen: 4 freie Kombinationen, 2 Pedalkombinationen, Tutti, Registercrescendo (frei einstellbar), Setzeranlage (2008)
- Anmerkungen:

(St) = Register nur für das Steinstraßenschiff
(T) = Transmission
(SW) = Register schwellbar im Seitenwerk.
Spiel- und Registertraktur elektrisch, Taschenlade

## Geläut
Im Turm befinden sich sieben Kirchenglocken und zwei Glocken für den Uhrschlag. Die 1397 gegossene und im Ersten Weltkrieg eingeschmolzene große Glocke hatte seltene, kunsthistorisch bedeutsame Glockenritzzeichnungen.
| Nr. | Name                 | Gussjahr | Gießer                             | Durchmesser (mm) | Gewicht (kg) | Nominal (16tel) |
| --- | -------------------- | -------- | ---------------------------------- | ---------------- | ------------ | --------------- |
| 1   |                      | 1959     | Glocken- und Kunstgießerei Rincker | 1.812            | 3.588        | a0 +2           |
| 2   |                      | 1959     | Glocken- und Kunstgießerei Rincker | 1.595            | 2.321        | c1 +4           |
| 3   |                      | 1959     | Glocken- und Kunstgießerei Rincker | 1.425            | 1.651        | d1 +3           |
| 4   |                      | 1959     | Glocken- und Kunstgießerei Rincker | 1.231            | 1.156        | f1 +4           |
| 5   |                      | 1959     | Glocken- und Kunstgießerei Rincker | 1.105            | 838          | g1 +3           |
| 6   |                      | 1959     | Glocken- und Kunstgießerei Rincker | 947              | 573          | b1 +4           |
| 7   |                      | 1959     | Glocken- und Kunstgießerei Rincker | 840              | 398          | c2 +4           |
|     | Stundenglocke        | 1948     | Schilling, Apolda                  | 1.120            | 900          | fes1            |
|     | Viertelstundenglocke | 1948     | Schilling, Apolda                  | 1.010            | 630          | ges1            |

## Sanierung
Die Hauptkirche Sankt Jacobi soll ab 2021 umfangreich saniert werden. Der Haushaltsausschuss des Bundestags sagte Ende November 2020 20,4 Millionen Euro für die Renovierung zu. Die Stadt Hamburg steuert die gleiche Summe bei und stellt 1,5 Millionen Euro für einen frühen Planungsbeginn, gab Finanzsenator Andreas Dressel (SPD) bei einem Besuch in der Kirche an. Besonders das Mauerwerk müsse saniert werden. An den Mauern haben sich über die Jahre viele Risse gebildet. Auch der Innenraum bedarf umfassender Baumaßnahmen. Die Arbeiten sollen zehn Jahre dauern, so Hauptpastorin Astrid Kleist.

## Jakobikirchhof / Steinstraße 124

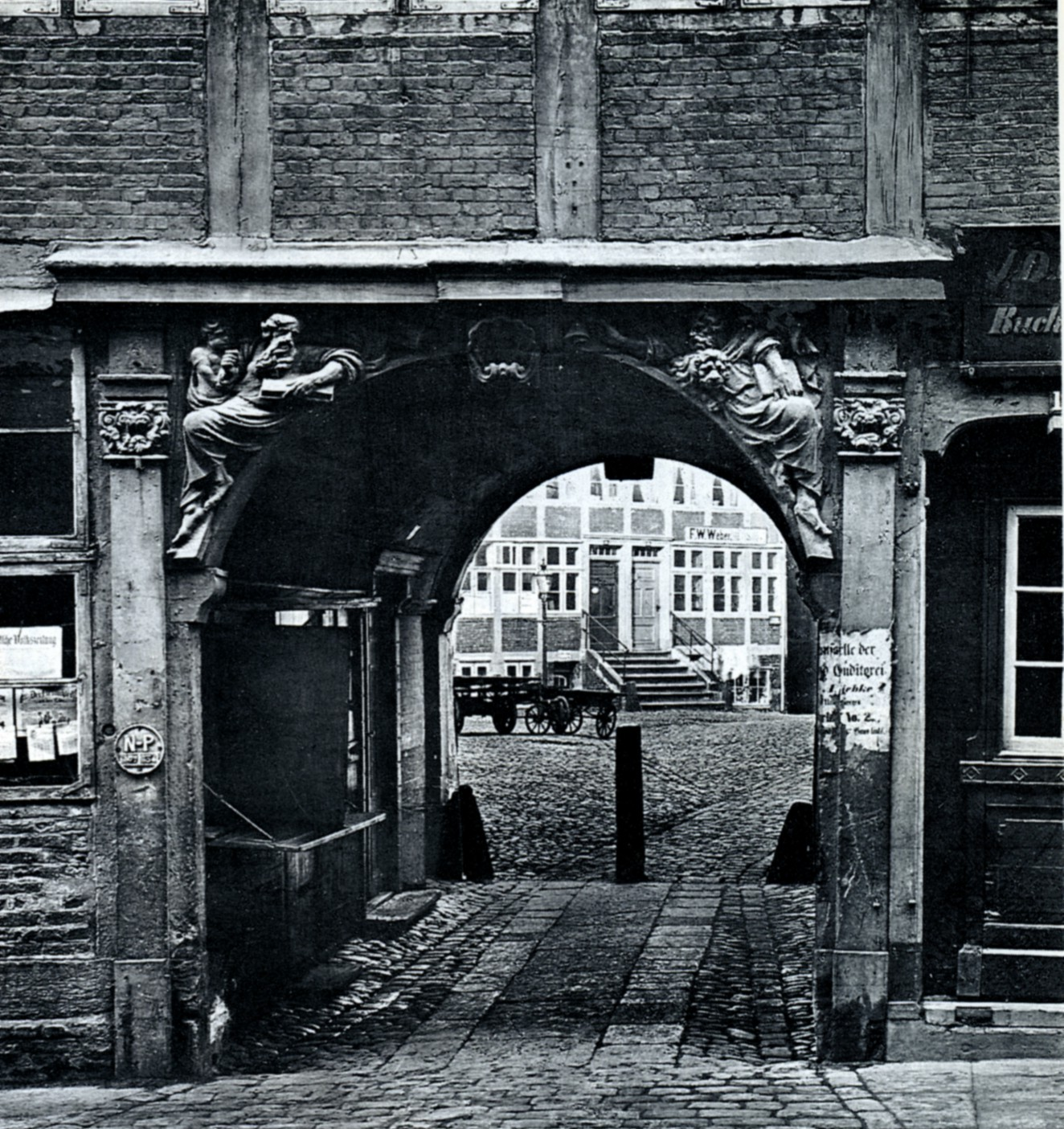
Torbogen Steinstraße 124 um 1880 mit den Evangelisten Matthäus und Markus

Durch das Haus Steinstraße 124 führte eine Tordurchfahrt in den mit Fachwerkhäusern umbauten Jacobikirchhof. Diese wurde 1678 von Christian Precht (vermutlich 1635–1695) mit Schnitzfiguren der vier Evangelisten (jeweils mit einem Buch und ihrem Symbol) und einer Standfigur des Apostels Jakobus geschmückt. Nach dem Abriss des Hauses 1881 wurden die Schwibbögen mit den Evangelisten eingelagert und beim Bau des Museums für Hamburgische Geschichte zwischen 1914 und 1922 als Architekturfragmente in den Ausstellungsräumen eingebaut. Die Jacobusstatue ist in der Kirche aufgestellt.

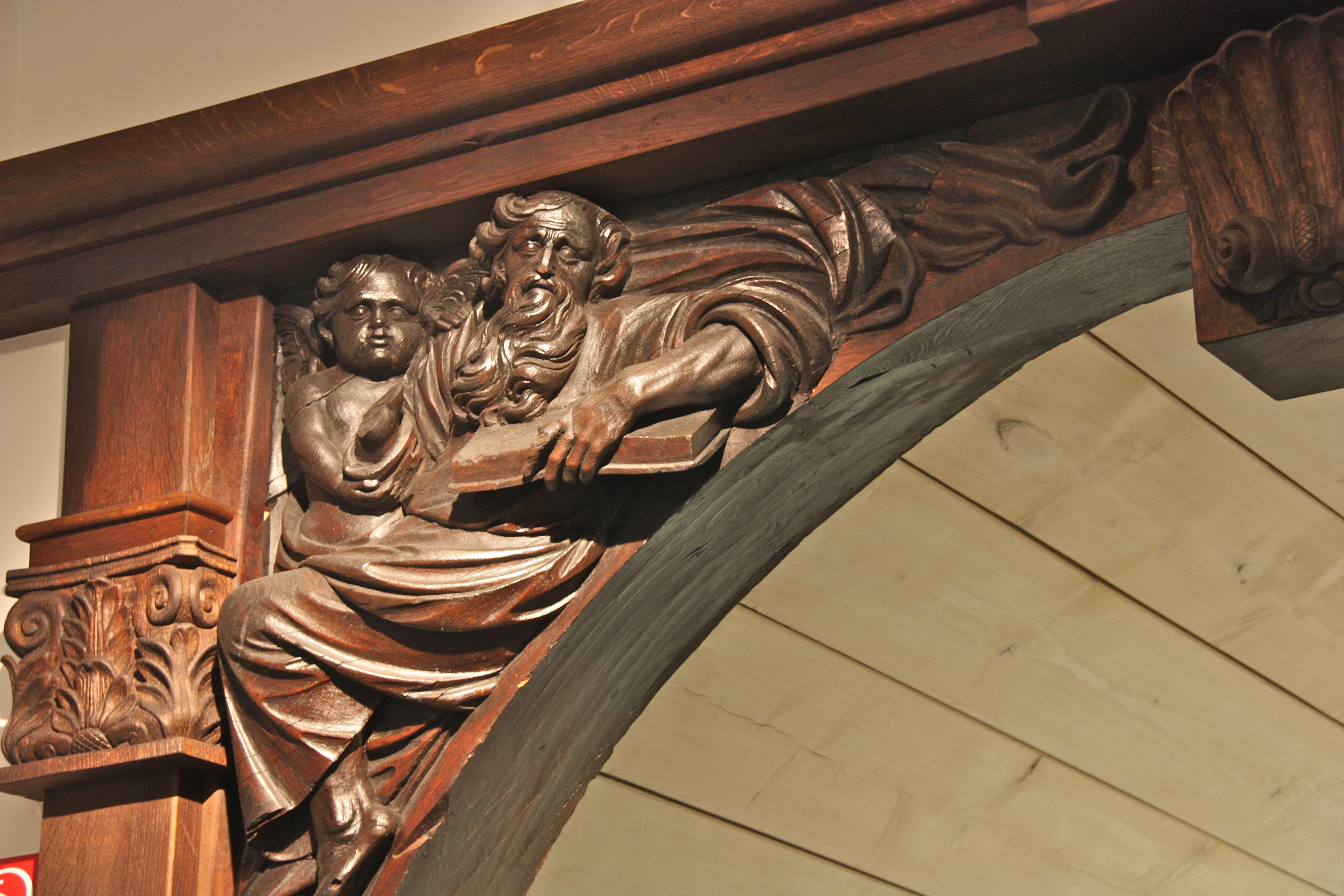
Matthäus mit geflügeltem Menschen
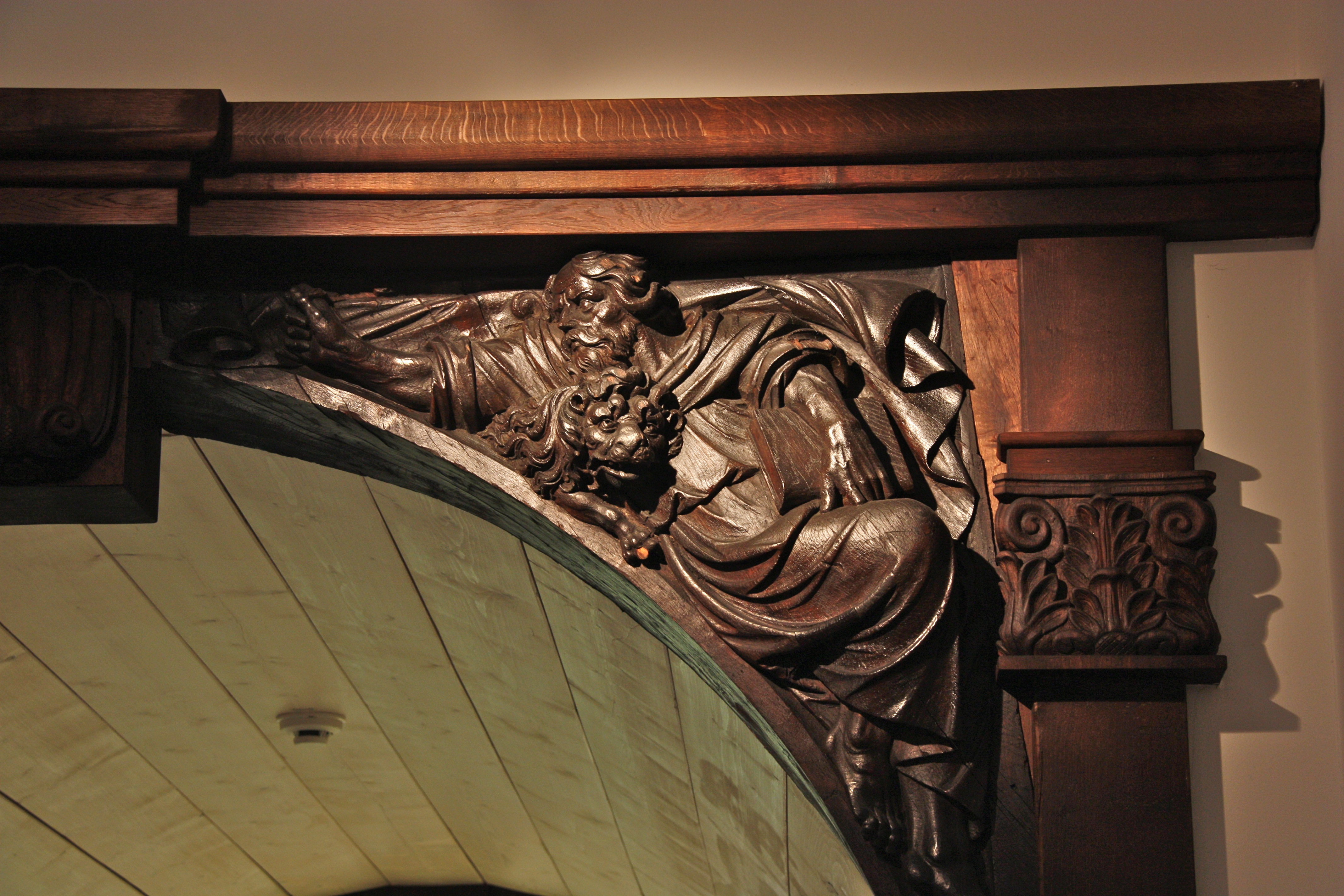
Markus mit Löwe
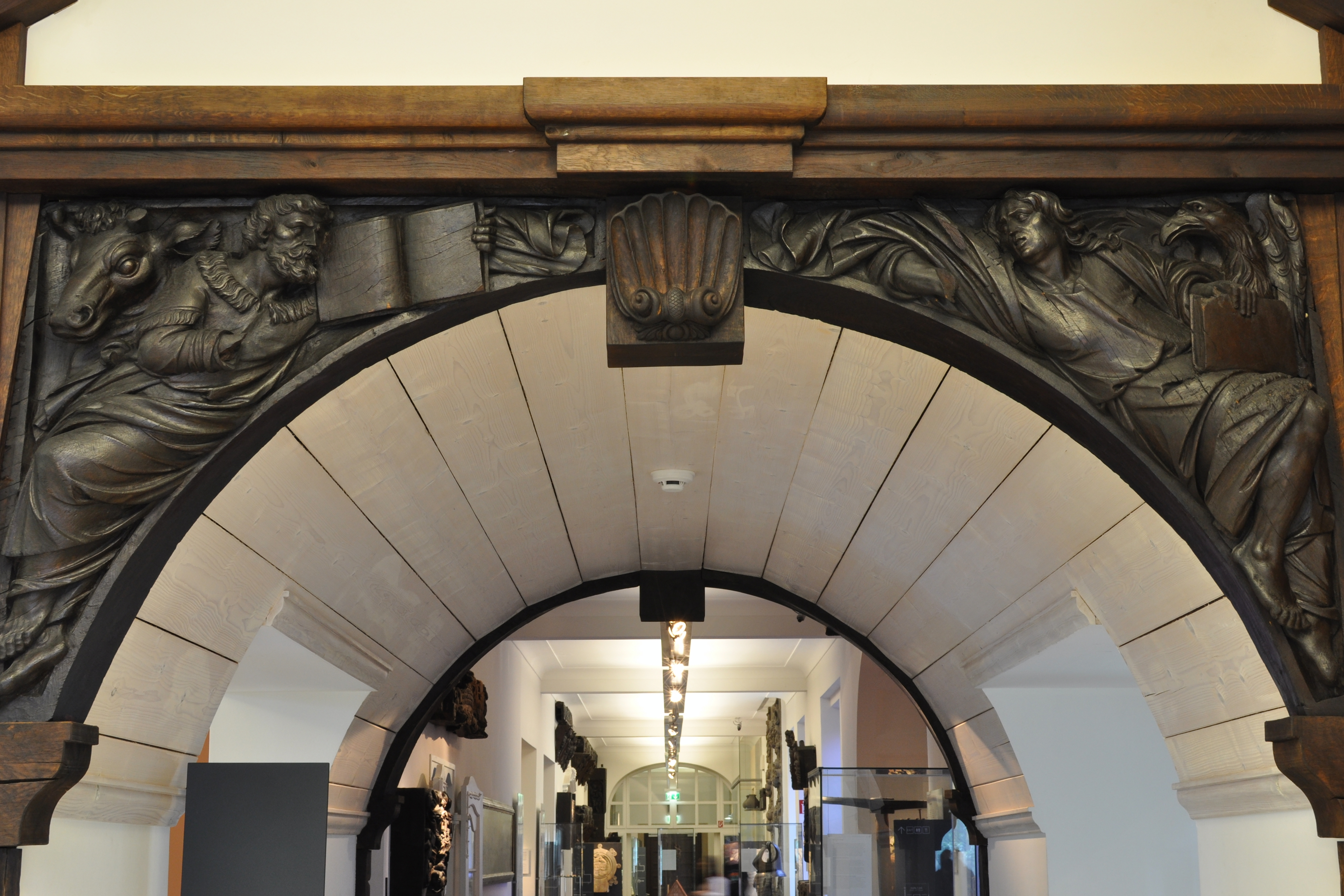
Torbogen Jacobikirchhof
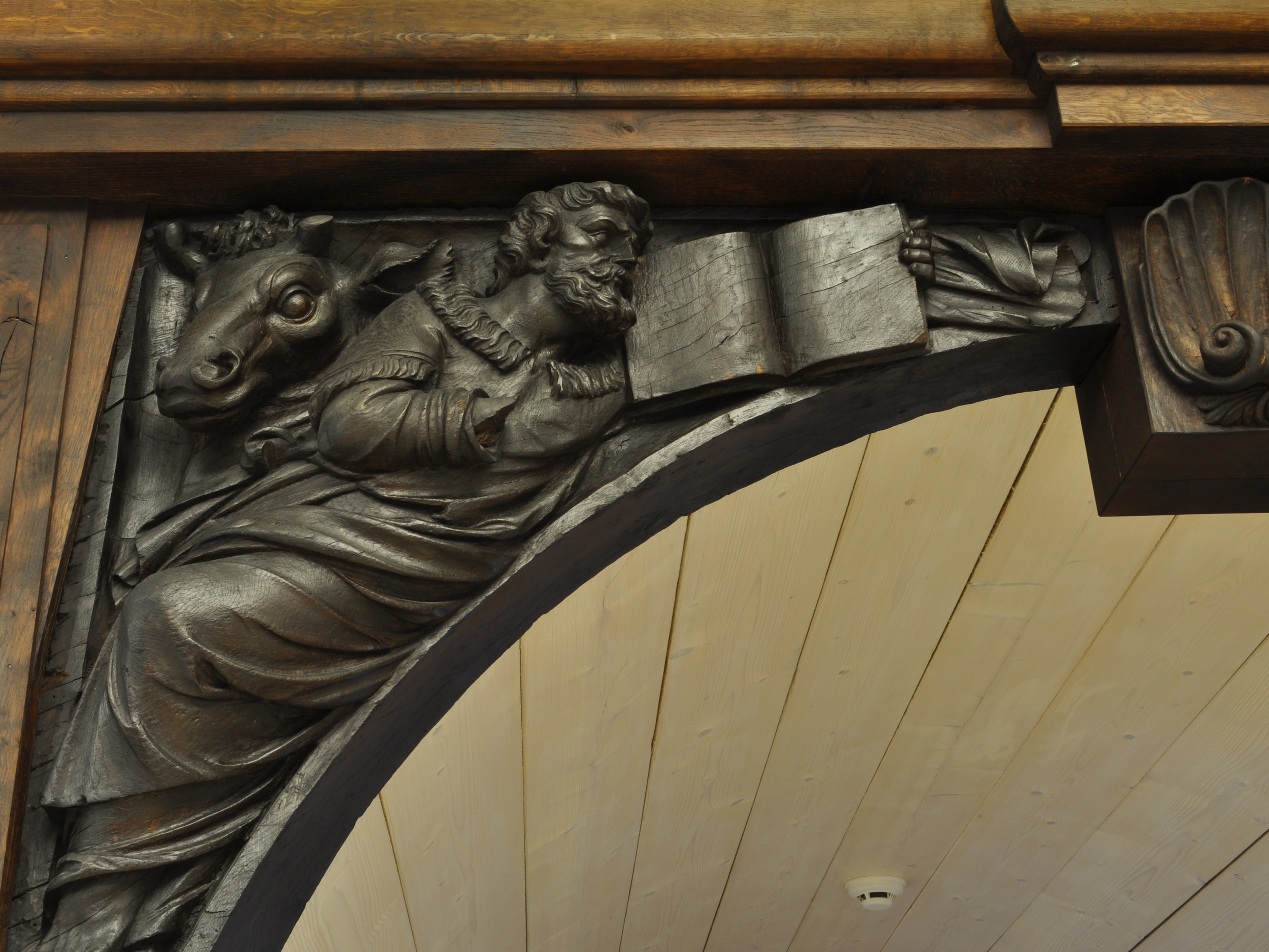
Lukas mit Stier
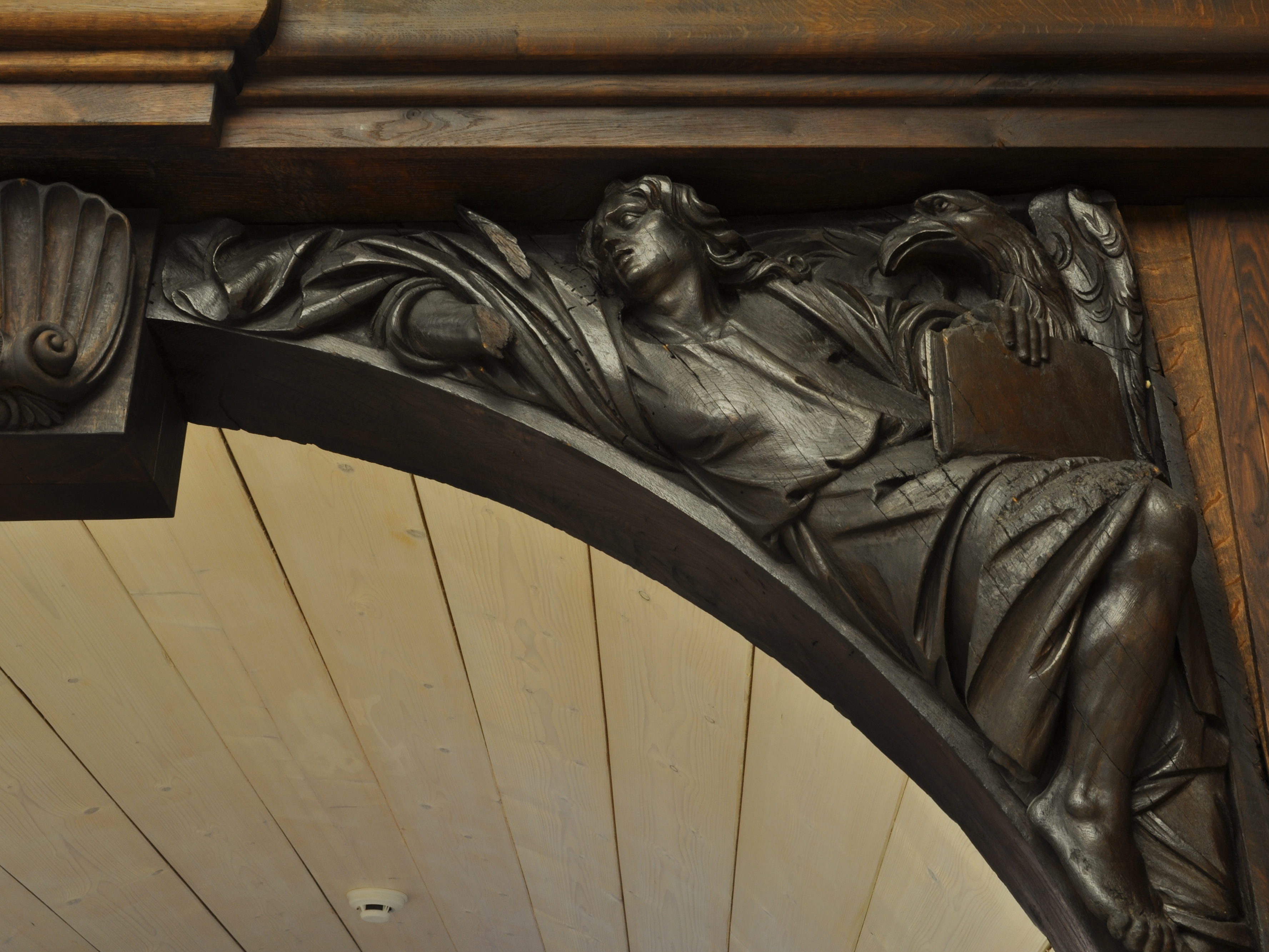
Johannes mit Adler

## Lübsche Buden
Von etwa 1680 bis 1881 stand entlang der Steinstraße auf dem ehemaligen Jacobi-Kirchhof eine lange, aber nur 2,50 m tiefe Ladenzeile mit acht Geschäften, die die Jacobikirche bis auf einen einzigen Eingang von der Steinstraße abschirmte. Sie wurde nach ihrer ursprünglichen Nutzung, Lübecker Fuhrleuten Unterkunft zu geben, „Lübsche Buden“ genannt. 1881 wurde sie zugunsten einer Verbreiterung der Steinstraße abgerissen.

## Gemeindefriedhöfe

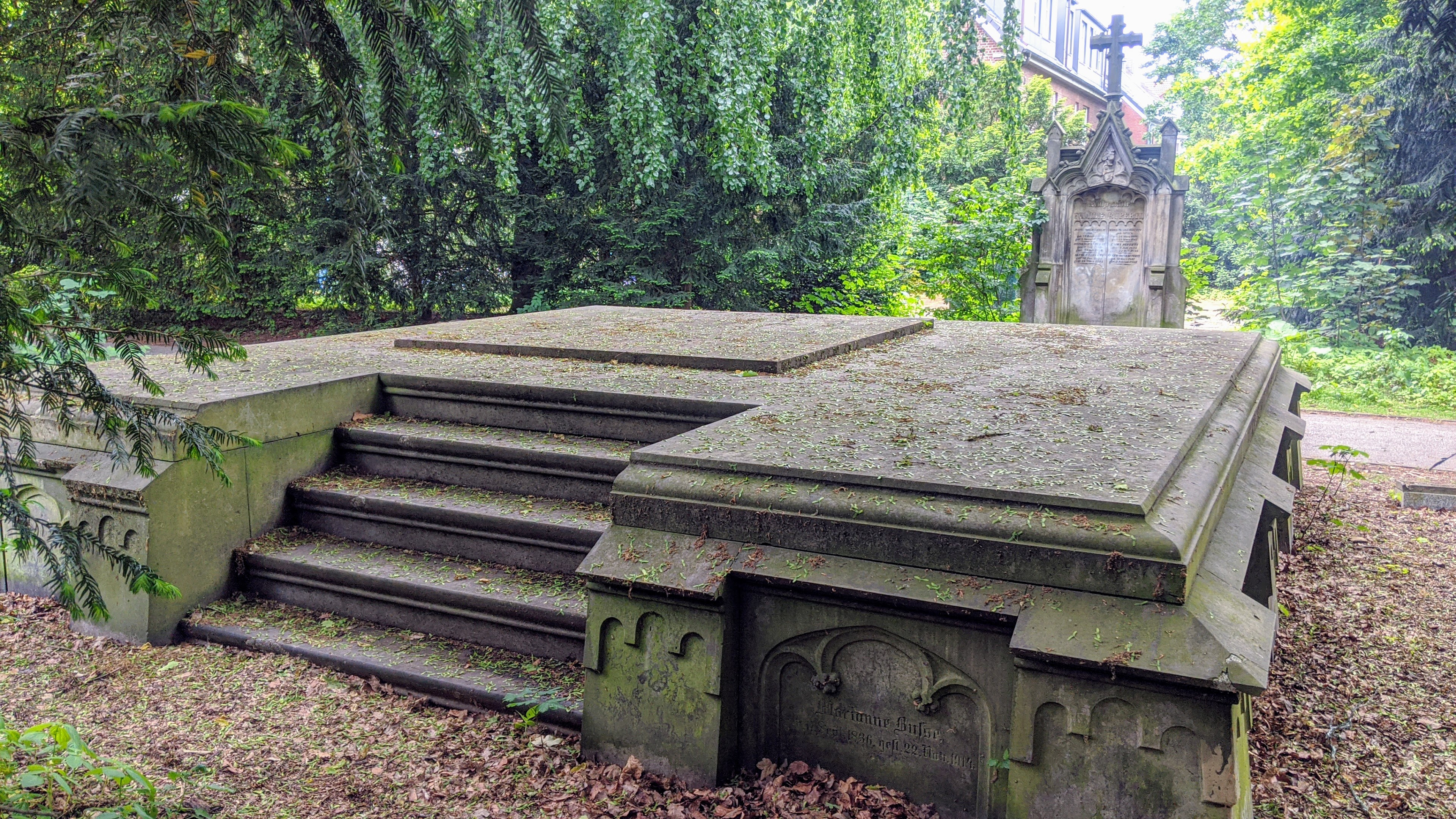
Familiengräber Merck und Ruperti auf dem ehemaligen Jacobi-Friedhof in Eilbek

Wurden die Toten im Mittelalter noch innerhalb und unmittelbar neben der Kirche bestattet, wanderten die Friedhöfe der Jacobi-Gemeinde im Laufe der Zeit immer weiter vor die Tore der Stadt. So wurde im 14. Jahrhundert ein erster Begräbnisplatz an der Spitalerstraße (der spätere Gertrudenkirchhof) angelegt und später vor das Spitalertor verlegt. Nach dem Ausbau der Hamburger Wallanlagen wurde Ende des 18. Jahrhunderts ein neuer Friedhof vor dem Steintor angelegt, der bis 1848 genutzt wurde und später dem Bau des Hamburger Hauptbahnhofes weichen musste. Nachdem auch dieser Platz zu klein geworden war, wurde 1848 abermals ein neuer Friedhof „auf dem Peterskamp“ im heutigen Eilbek angelegt, der bis 1934 genutzt und nach dem Zweiten Weltkrieg in den heutigen Jacobipark umgewandelt wurde. Dabei wurden zahlreiche Gebeine auf den Ohlsdorfer Friedhof umgebettet und etliche historische Grabmale dort museal wieder errichtet. Nur wenige Grabmale und Grüfte sind im heutigen Jacobipark erhalten geblieben.
Heute gibt es auf dem Ohlsdorfer Friedhof eine Gemeinschaftsgrabstätte der Jacobi-Gemeinde, auf der Gemeindemitglieder bestattet werden können.